# Антон фон Анхалт-Цербст
Антон Гюнтер фон Анхалт-Цербст (на немски: Anton Günther von Anhalt-Zerbst; 11 ноември 1653 в Цербст; † 10 декември 1714 в Цербст) от род Аскани е принц от Анхалт-Цербст и пруски кралски генерал-лайтенант. 
Той е четвъртият син на княз Йохан VI фон Анхалт-Цербст (1621 - 1667) и съпругата му София Августа (1630 – 1680), дъщеря на херцог Фридрих III фон Холщайн-Готорп и Мария Елизабет Саксонска. По-големият му брат е Карл Вилхелм (1652 – 1718), княз на Анхалт-Цербст. 
Той участва във войните. Заедно с курфюрст Йохан Георг III фон Саксония той участва през 1683 г. в битката при Виена. Понеже през 1692 г. е тежко ранен напуска военната служба. Той се оттегля и се занимава с религиозни теми и страда от депресия. Член е на литературното общество „Fruchtbringende Gesellschaft“.

## Фамилия
Антон се жени морганатически на 1 януари 1705 г. в Цербст за Августа Антония Маршал фон Биберщайн (* 3 март 1659; † 28 декември 1736), придворна дама на майка му и я издига на „Фрау фон Гюнтерсфелд“. С нея той има една дъщеря:
- Антоанета (1681 – 1754)

∞ 1. Ернст Зигисмунд фон Мергентал († 1708)
∞ 2. 1714 Бурхард Фолрат фон Ерлах († 1716)
∞ 3. 1720 Христиан Албрехт фон Платен († сл. 1754)